# Mariano Deidda
Mariano Deidda (Iglesias, 19 de junho de 1961) é um cantor, músico e cantautor italiano.
Tendo dedicado grande parte da sua obra a cantar os versos de Fernando Pessoa, Mariano Deidda publicou discos em Itália e em Portugal, país onde tem costumado atuar, inclusivamente em importantes palcos, eventos e teatros como, entre outros, a Exposição Mundial de 1998, o Teatro Nacional D. Maria II, o Teatro São Luiz de Lisboa e o Centro Cultural de Belém. No contexto do seu projeto musical pessoano, colaborou com músicos e cantores portugueses, lusófonos e internacionais, como, entre outros, o fadista português Camané, a cantora portuguesa Mafalda Arnauth, a cantora cabo-verdiana Celina Pereira, o cantor brasileiro Carlos Careqa e o baixista jazz checo Miroslav Vitous.

## Discos dedicados a Pessoa
São cinco os discos que Mariano Deidda dedicou a musicar e cantar os versos de Fernando Pessoa: Deidda interpreta Pessoa (2001), Nel mio spazio interiore (2003), L'incapacità di pensare (2005), Mensagem (2013), Pessoa sulla strada del jazz (2016) e Faust - Fernando Pessoa (2022). Todos estes discos têm como letras os poemas e as prosas de Fernando Pessoa, nas traduções italianas, particularmente as versões realizadas pelo escritor e académico Antonio Tabucchi.
O disco Mensagem é dedicado ao homónimo livro de Fernando Pessoa, publicado em 1934. Este disco foi apresentado no contexto do Congresso Internacional Fernando Pessoa de 2013, realizado no Teatro Aberto de Lisboa e organizado pela Casa Fernando Pessoa, centro cultural oficial dedicado ao poeta português, naquela altura dirigido pela escritora Inês Pedrosa.
Os discos Deidda interpreta Pessoa (2001), Pessoa sulla strada del jazz (2016) e Faust - Fernando Pessoa (2022), foram publicados diretamente em Portugal, respetivamente pelas editoras portuguesas Lusogram (apenas o primeiro) e Valentim de Carvalho. Os outros três discos foram publicados em Itália, mas distribuídos em Portugal. Estes trabalhos tiveram repercussão neste país, quer na imprensa, quer na televisão e na net, quer ainda na agenda musical portuguesa, graças aos vários concertos e projetos que Mariano Deidda realizou em Portugal, inclusivamente sob o patrocínio de prestigiosas instituições culturais como, entre outras, o Grémio Literário de Lisboa e a referida Casa Fernando Pessoa.
No álbum Faust - Fernando Pessoa, que põe em música os textos da obra inacabada e fragmentária Fausto, de Pessoa, participa o coro do Teatro Nacional de São Carlos de Lisboa.
Mencionado na comunicação social lusófona enquanto «grande divulgador da obra de Fernando Pessoa», Mariano Deidda foi referido várias vezes com a designação de «cantapoeta» pela imprensa italiana, devido à sua específica proposta musical, que procura a síntese entre literatura e música jazz. Existem, além disso, canções de Deidda cuja letra é inteiramente dele, como é o caso do tema «Io ti regalo un fiore», presente no disco dedicado a Mensagem.
Em Itália, os trabalhos de Mariano Deidda sobre Pessoa suscitaram significativo interesse a nível nacional e mediático, tendo ele ganho prémios literários e artísticos, entre os quais o Prémio Maria Carta.
Ainda a nível internacional, o projeto musical de Deidda sobre Pessoa foi apresentado em 2006 no contexto da UNESCO, nomeadamente num concerto do cantor decorrido em Beirute, no Líbano, no Festival du poème chanté.

## Discos dedicados a outros escritores
Para além do projeto plurianual sobre Pessoa, Mariano Deidda realizou outros discos, em que canta os versos de outros escritores, nomeadamente dos autores italianos Grazia Deledda, Luigi Pirandello (ambos escritores laureados com o Nobel de Literatura) e Cesare Pavese.
Estes discos também foram apresentados ou publicados em Portugal: o disco sobre o escritor piemontês Pavese foi apresentado na Casa Fernando Pessoa e no Grémio Literário de Lisboa; a segunda edição de Deidda canta Deledda foi publicada em Portugal em 2020, na ocasião da tradução portuguesa do romance Cinzas da escritora sarda Grazia Deledda, pela editora Sibila; o disco sobre o escritor siciliano Pirandello foi apresentado no Centro Cultural de Belém em 2025.
O disco Deidda canta Pirandello - Girgenti (2025) contém, além disso, várias homenagens à esposa de Mariano Deidda, Maria Teresa Bonafede, que faleceu em 2022 e que tinha sido autora do ensaio «Lisbona oggi», a integrar uma das traduções italianas do livro de Fernando Pessoa, Lisbon: what the tourist should see (Einaudi, 2016).

## Outros projetos e destaques
Em 2015, Mariano Deidda impulsionou a inauguração de um jardim dedicado a Fernando Pessoa, em Itália, na cidade de Chivasso. Tal acontecimento foi comentado e elogiado pela escritora portuguesa Alice Vieira.
Em 2017, Mariano Deidda é uma das personagens do romance A Viagem à Sicília de Alberto Caeiro, obra publicada em Portugal pelo escritor italiano Accursio Soldano, que nesta ficção literária narra uma viagem imaginária de Alberto Caeiro, heterónimo de Fernando Pessoa, pelas terras da Sicília, ilha italiana.
No mesmo ano, a revista filosófica e cultural Nova Águia, ligada ao Movimento Internacional Lusófono, publica um artigo-entrevista intitulado «O pensamento e a música de Mariano Deidda», da autoria de António José Borges.

## Discografia
- 1998 - L'era dei replicanti
- 2001 - Deidda interpreta Pessoa (ed. Lusogram)
- 2003 - Deidda interpreta Pessoa - Nel mio spazio interiore
- 2005 - Mariano Deidda interpreta Pessoa - L'incapacità di pensare
- 2007 - Mariano Deidda canta Grazia Deledda - Rosso Rembrandt
- 2011 - Deidda canta Pavese - Un paese ci vuole
- 2013 - Mariano Deidda canta Pessoa - Mensagem
- 2016 - Mariano Deidda canta Pessoa - Mensagem (edição para Portugal)
- 2016 - Pessoa sulla strada del jazz (ed. Valentim de Carvalho)
- 2020 - Deidda canta Deledda - (edição para Portugal)
- 2022 - Faust - Fernando Pessoa (Valentim de Carvalho)
- 2025 - Mariano Deidda canta Pirandello - Girgenti (VREC Music Label)